# Stefan Simić (cestista)
Stefanć Simić (in serbo Никола Шарановић?; Šabac, 3 gennaio 1996) è un cestista serbo.

## Palmarès

### Squadra
- Coppa di Serbia: 1

Mega Belgrado: 2016

### Individuale
- KLS MVP: 1

Vršac: 2023-2024